# Атанас Москов
Атанас Симеонов Москов е български политик (социалдемократ, член на Изпълнителния комитет на Социалистическия работнически  интернационал) и юрист (доктор по международно право, преподавател в СУ), публицист и кооперативен деец.
Той е сред водачите на Българската работническа социалдемократическа партия (БРСДП) през 30-те и 40-те години на XX век и член на Изпълнителния комитет на Социалистическия работнически интернационал, а след 1989 г. е председател и след това почетен председател на Българската социалдемократическа партия (БСДП).

## Произход
Атанас Москов е роден през 1903 г. в Севлиево. Той е деветото, най-малкото дете в скромно българско семейство. По онова време в града вече има силна и влиятелна организация на БРСДП, като един от нейните дългогодишни ръководители, Андрея Конов, става негов кръстник. По-късно в тази организация влизат и по-големите му братя.
Едва 13-годишен, когато всичките му братя са пратени по фронтовете на Първата световна война, той е принуден да поеме грижите за дома. В гимназията става основател и председател на младежката социалдемократична група „Жан Жорес“, заради което впоследствие е изключен от училището.

## Идеологически и политически възгледи
Атанас Москов през целия си живот е убеден и последоватедлен социалдемократ. Идеологията, която изповядва е кауцкианският марксизъм, учението на австрийския социалдемократ Карл Кауцки. Най-характерното за кауцкианския марксизъм и за бернщайниския марксизъм е категоричното отричане на идеята за диктатура на пролетариата и проповядването на социална демокрация и социалреформизъм. Всъщност, идеологията на българските социалдемократи (БРСДП) до 1948 г. е българска разновидност на кауцкианския марксизъм:   "Oбщоделството".

## Активна дейност
19-годишен постъпва в Софийския университет „Св. Климент Охридски“, където следва право, допълнително записва дипломатически науки в Свободния университет (днес УНСС), като междувременно работи, за да се издържа. По онова време се включва в Младежкия социалистически съюз, като става негов секретар и редактор на вестник „Социалистическа младеж“.
През 1923 – 1925 година Атанас Москов осъжда както масовия терор на подкрепяното дори от някои социалдемократи (до февруари, 1924 г.) правителство на Александър Цанков, така и лекомисленото и прибързано решение за Септемврийското въстание. През 1925 г. разлепя позиви с протестно съдържание в София, поради което е арестуван.
Завършва успешно през 1927 г. и през същата година без никакви средства заминава за Виена, а след това за Белгия, където изучава право и дипломатически науки в Брюкселския свободен университет. Докато следва, успешно съчетава работата в Изпълнителния комитет на Социалистическия работнически интернационал (на английски: Labour and Socialist International, на френски: Internationale ouvrière socialiste) с подготовката на докторска дисертация по международно право, която защитава през 1936 година на тема „Международната гаранция в малцинственото право“. Отказва се от стипендия и работи, за да е независим. През 1936 г. той отказва да стане асистент по право на професор Ролен в Брюкселския университет за да се завърне в България.
Докато е в Белгия, Москов взима участие в дейността на местните социалистически организации. В диспут със сръбския социалдемократ Живко Топалович той блестящо защитава от нападки България и БРСДП. Председателят на Социалистическия работнически интернационал Адлер е възхитен от младия социалдемократ и на 25-годишна възраст Москов вече отговаря за социалдемократическото движение на Балканите. Една година по-късно през 1929 година става член на неговия Изпълнителен комитет, като остава на този пост до 1936 година.
През 1936 година Атанас Москов напуска Изпълнителния комитет на Социалистическия работнически интернационал и се завръща в София, за да се бори срещу безпартийната диктатура и да работи за кооперативното движение в България. Той става един от водачите на функциониращата нелегално след Деветнадесетомайския преврат БРСДП, която след неговото завръщане се активизира. Атанас Москов създава нелегален Акционен комитет към БРСДП. Дейността им се състои главно в нелегално печатане на вестник „Народ“, вестник „Социалистическа младеж“, на позиви, апели и др. и тяхното разпространяване. Атанас Москов става и кооперативен лидер: избран е за секретар на Националния комитет на българските кооперации. Освен това той е и юрисконсулт на Съюза на Популярните банки и главен секретар на Съюза на приятелите на кооперацията. Работи и като член на управителния съвет на Столична популярна банка „Сердика“. Благодарение на усилията, главно, на БРСДП (в т.ч. и на Атанас Москов), през 30-те години в България е създадено мощно кооперативно движение, което по мащаби е на второ място в света, след Дания.
През 1938 година е избран за народен представител, остава в парламента до 1940 г., когато парламентът е разпуснат. В този парламент Атанас Москов е секретар на парламентарната група на социалдемократите. В този период той е високо ценен от редица държавници и политици. Председателят на XXIV обикновено народно събрание Стойчо Мошанов пише за него „изключително способна личност“. Константин Муравиев го характеризира като „един от водачите на социалистите, републиканец, безкомпромисен, никога не търси облаги, скромен, честен, способен, с богата европейска култура“. Бившият министър-председател (1931 – 1934 г.) Никола Мушанов казва за него „горд, несломим, непреклонен“.
Кръстьо Пастухов и Атанас Москов се обявяват публично за възстановяване на Търновската конституция и демократизация. Те разглеждат Втората световна война като двубой между демокрацията и фашизма. Атанас Москов е малко резервиран към идеята за обединение с комунистите, но за разлика от Кръстьо Пастухов, той не напуска Отечествения фронт.
През 1942 г. група опозиционни политици създават вестник „Век“ като медия за опозиционни идеи. Атанас Москов е един от редакторите на вестника. След като са отпечатани два броя, вестник „Век“ е забранен от цензурата.
След Деветосептемврийския преврат от 1944 година е член на Централния комитет на БРСДП и редактор на вестник „Свободен народ“.
През лятото на 1945 г. част от социалдемократите, начело с Коста Лулчев, напускат Отечествения фронт и правителството и минават в опозиция. Другите социалдемократи остават в Отечествения фронт и запазват постовете си във властта. Същото става и с БЗНС. Без колебание Атанас Москов веднага напуска Отечествения фронт и минава в опозиция.
През 1946 година печели изборите за народен представител, като негов противник в избирателния район е лидерът на Българската комунистическа партия Георги Димитров, но по-късно изборът е касиран от прокомунистическото мнозинство. Москов е отстранен и от преподавателското му място по международно право в Софийския университет, тъй като категорично отказва да подпише декларация за отказ от политическа дейност.
Атанас Москов категорично се противопоставя на унищожаването на кооперативното движение, в което е активен участник.
През 1947 г. по поръчение на БРСДП Атанас Москов става втори адвокат на Никола Петков (освен адвоката Държански). Комунистите са изплашени както от голямата му ерудиция в областта на правото и хуманитарните науки, така и от връзките му със Социалистическия интернационал. Поради това е интерниран, а скоро след това (още през 1947 г.) е арестуван и държан в затвора 2 години. Трайчо Костов – един от главните лидери на комунистите – определя Атанас Москов за „Враг № 1“ през 1947 г., след обесването на Никола Петков.
След окончателното унищожаване на опозицията, през 1949 година Атанас Москов е затворен за 2 години без присъда в милицията, където е подложен на такива репресии, че според очевидци, когато случайно попада в обща килия с главния секретар на БРСДП Коста Лулчев, цял ден не могат да се познаят, а се разпознават едва по думите и по гласа. След престой в концлагера в Богданов дол е сред първата група концлагеристи в новосъздадения лагер „Белене“.
През 1951 година е изселен в Севлиево, а малко по-късно отново е изпратен в лагера „Белене“, където остава 2 години, през което време е принуден да копае изкопи по норма, докато в същото време съпругата му, доктор по социология, работи с мотиката в местното ДЗС, за да издържа семейството. След завръщането му от лагера дълго време не му дават работа, докато накрая го назначават на дребна чиновническа длъжност в местната психиатрия.
И преди, и след 1989 г. съгражданите на Атанас Москов се отнасят към него с голяма почит и уважение. Тъй като е известен с мъдростта си, много от севлиевските граждани го посещават, за да получат мъдър съвет и напътствие. Затова го наричат „Мъдрецът от нивята“. Домът на семейство Москови е наречен от самите тях, както и от съгражданите им „Замъкът на свободата“.
На 26 ноември 1989 г. Атанас Москов, Петър Дертлиев и 5 други дейци на БРСДП възстановяват БСДП, като Москов става председател, а по-късно – през 1990 г. – почетен председател на партията. Москов се отказва от депутатско място и от всякаква друга политическа кариера. След 1989 г. Атанас Москов системно пише статии в издавания от БСДП вестник „Свободен народ“, но винаги се отказва от хонорарите си. При това прави дарения за БСДП.
Българската социалдемократическа партия (БСДП) и особено Атанас Москов и Петър Дертлиев са едни от инициаторите за възраждането на кооперативното движение в България, унищожено от комунистическия тоталитаризъм. Тази цел е реализирана: създадена е отново система от множество кооперации – кредитно-спестовни (наричани, по традиция отпреди 1944 г., „Популярни банки“) и земеделски кооперации. Все пак, не са достигнати мащабите на мощното кооперативно движение през 30-те години.
След демократичните промени Атанас Москов продължава да живее в малката си къща сред нивите в Севлиево, където умира на 28 януари 1995 г.
Въпреки преживените страдания Атанас Москов остава убеден човеколюбец, алтруист и идеалист, с благ характер и с умерени, толерантни възгледи до края на живота си.
Атанас Москов оставя значително и ценно литературно наследство. Многобройните му статии са ярки свидетелства за три епохи. Освен това той е автор на следните книги: „Паралели“, юридическия труд „Задължителната сила на международните правни норми“, „Спомени. Възходи и падини“ – 3 тома, „Пред последния жалон: мисли и вълнения“.
За Атанас Москов и за представяне на неговото литературно наследство са издадени следните книги: „Опит за портрет на личността на Атанас Москов“ от Ива Николова, „Социалният хуманизъм - бъдеще на човечеството“ – сборник, „Атанас Москов. Социални паралели“ – сборник.
Почетен доктор на Университета за световно и национално стопанство в София (1995)(посмъртно).
Непосредствено след 1989 година, още приживе, Атанас Москов е удостоен със званието „Почетен гражданин на Севлиево“.

## Семейство
През 1936 година се жени за своя състудентка, изучаваща социология, белгийката Рене Егмонд Вилме, от която има един син. Изгубва сина си, когато той е едва 20-годишен.
Внук на един от неговите по-големи братя е известният театрален режисьор Теди Москов.
През 2004 г. д-р Петър Москов, внук на друг от братята му, влиза в политиката като учредител на нова дясна европейски ориентирана партия.

## Памет
На доктор Атанас Москов е наречена улица в кварталите „Младост 3“ и „Младост 4“ в София (Карта).